# Socha svatého Jana Nepomuckého (Studce)
Socha svatého Jana Nepomuckého stojí před domem čp. 27, v bezprostřední blízkosti autobusové zastávky, v jihovýchodní části obce Studce, spadající pod městys Loučeň v okrese Nymburk. Plastika se soklem, na kterém se nachází, pocházející z roku 1832, dosahuje výška kolem 4,8 m a od 31. prosince 1965 je kulturní památkou.

## Historie a popis
Pískovcová socha je datována do roku 1832 a je dílem neznámého autora. Jedná se o kvalitně provedenou zlidověnou kamenickou práci. Celý monument stojí na dvoustupňovém základu. Socha je nesena mohutným sloupovým soklem, vyrůstajícím z masivního plintu. Kruhový dřík je dělený na dvě části pomocí prstence. Horní část je zdobena píšťalami a v dolní jsou vyvedeny vavřínové festony provlečené v kruzích. Na jihovýchodní straně je umístěn nápis: Sv. Jene, oroduj za nás. Vlastní polychromovaná socha je nesena empírovou vázou s profilovanou vyžlabanou nohou, přidanou roku 1873 a tvořící horní díl sochy. K další obnově, dle dochovalé datace na monumentu, došlo roku 1914. Vrchní křížek byl v minulosti uražen.
Národní památkový ústav eviduje sochu svatého Jana Nepomuckého, vyvedenou v podživotní velikosti a s křížem v rukách, k roku 2007 jako nezvěstnou. Později byla však na monument navrácena kopie, a proto památkově chráněný zůstává jen hodnotný podstavec sochy.

## Galerie

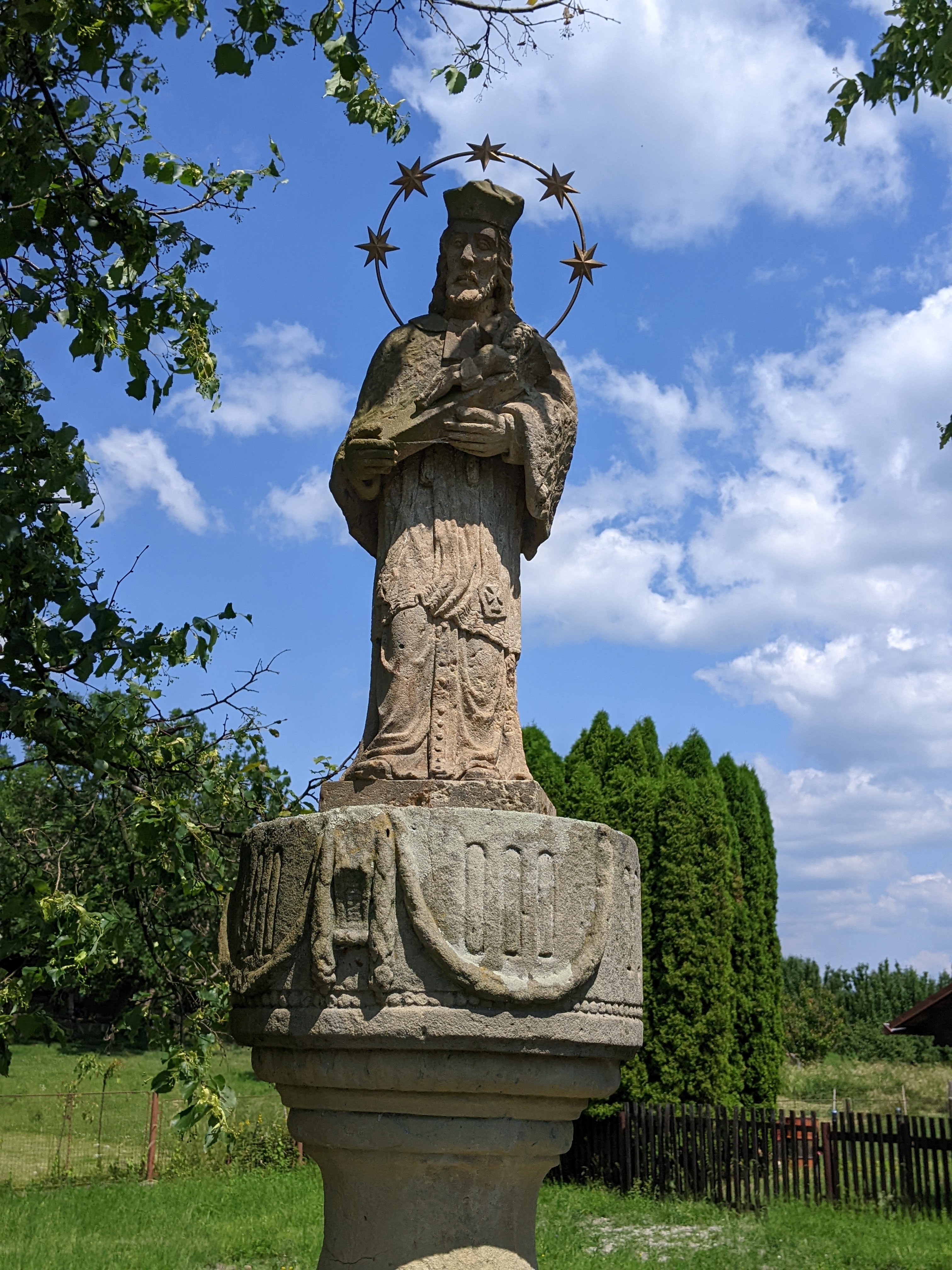
Detail sochy světce
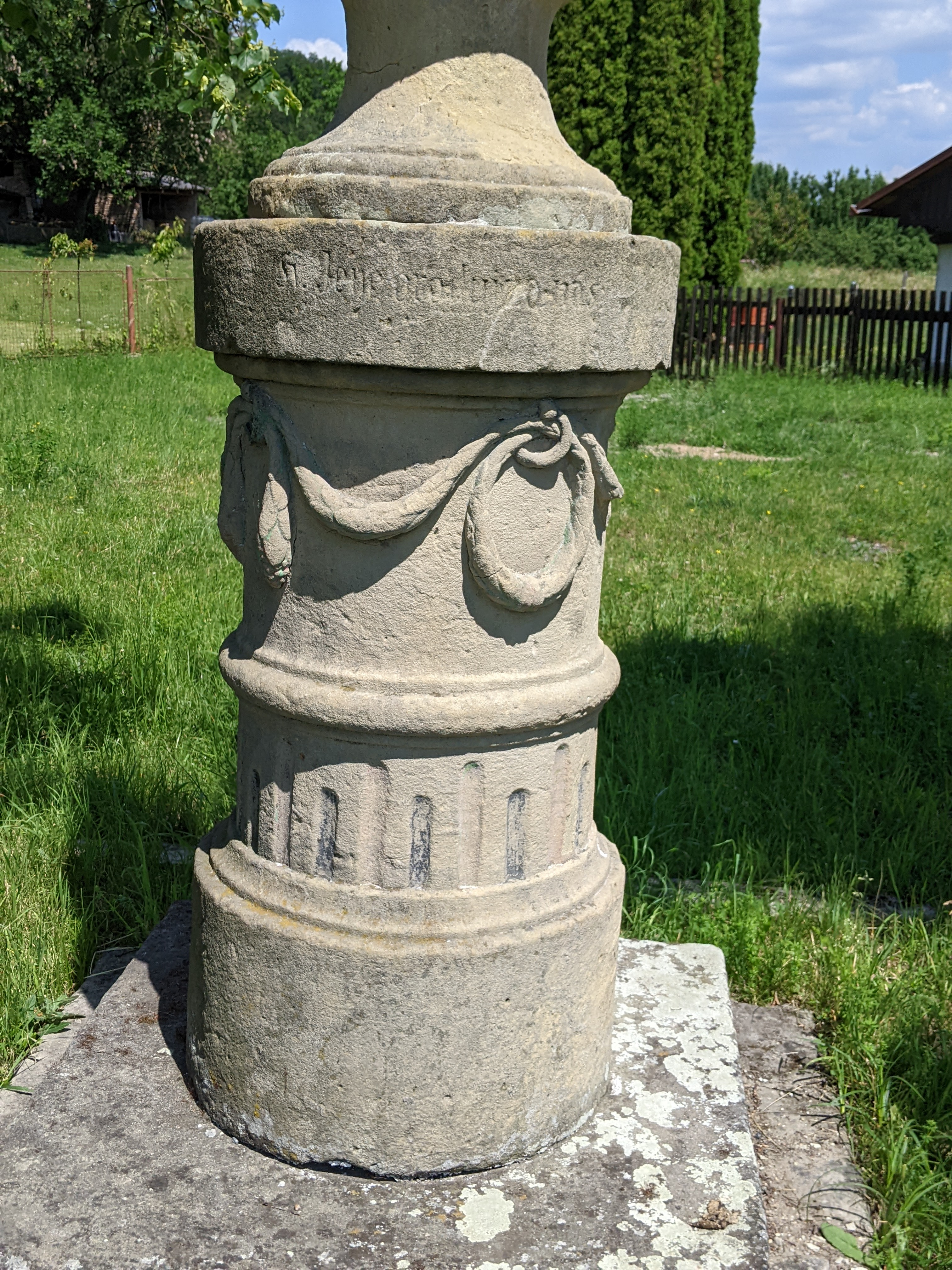
Detail podstavce